# Karaagač
Karaagač (bulharsky Караагач), též Kitenska reka (bulharsky Китенска река), je řeka na jihovýchodě Bulharska v Burgaské oblasti. Pramení v pohoří Strandža a vlévá se do Černého moře. Její délka se většinou uvádí 30,5 km, ale lze nalézt i 36 km.

## Popis toku
Karaagač pramení pod názvem Stara Vizica (Стара Визица) na úbočí hřebene Bosna, nejsevernější části pohoří Strandža, v nadmořské výšce 331 m, asi 400 m severovýchodně od hory Demira (424 m n. m.). Téměř po celé délce teče v hlubokém zalesněném údolí s výjimkou nejspodnější části toku. Zpočátku teče východním směrem; na středním toku se stáčí na severovýchod a zde se řeka nazývá Orljaška reka (Орляшка река). Na jejím dolním toku, poblíž ústí, se do ní vlévá Uzunčairska reka a odtud, již pod názvem Karaagač, teče opět na východ. Ústí do jihovýchodní části zálivu Karaagač v Černém moři, asi 800 m jižně od obce Kiten. Před ústím si vytváří hluboký liman, který má v některých místech hloubku 11 až 14 m.

## Povodí
Hranice povodí, jsou následující:
- sever a západ – povodí řeky Ďavolska reka
- jihozápad a jih – horský hřeben Bosna, tvořící předěl k povodí řeky Veleka
- východ – povodí malých a krátkých toků tekoucích přímo do Černého moře

Plocha povodí je 182 km².

## Přítoky

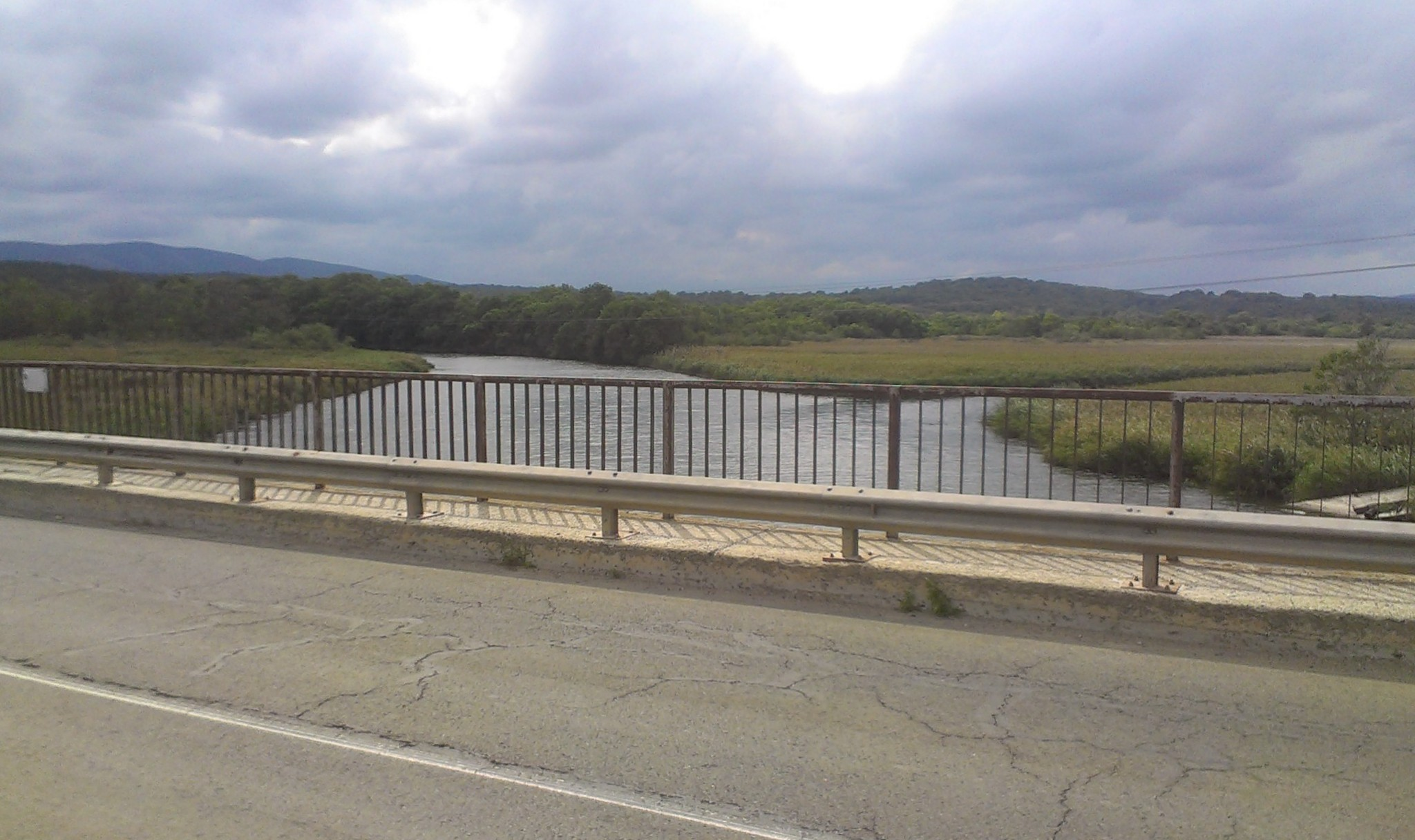
Liman řeky (pohled od vnitrozemí)

Hlavní přítoky: (→ levý přítok, ← pravý přítok)
→ Tikleška reka (Тиклешка река)
→ Ilieva reka (Илиева река)
← Trionska reka (Трионска река)
→ Uzunčairska řeka (Узунчаирска река) – největší přítok

## Další geografické údaje
Řeka má maximální průtok v zimě – leden a únor, a minimální v létě – srpen, v té době na středním toku často vysychá. Jedním z důvodů, proč řeka ztrácí ve svém korytu vodu, je, že protéká krasovou oblastí.
Na svém toku neprotéká žádným sídlem.
Karaagač je mimořádně bohatá na ryby a vzácné druhy rostlin a živočichů.

## Jméno

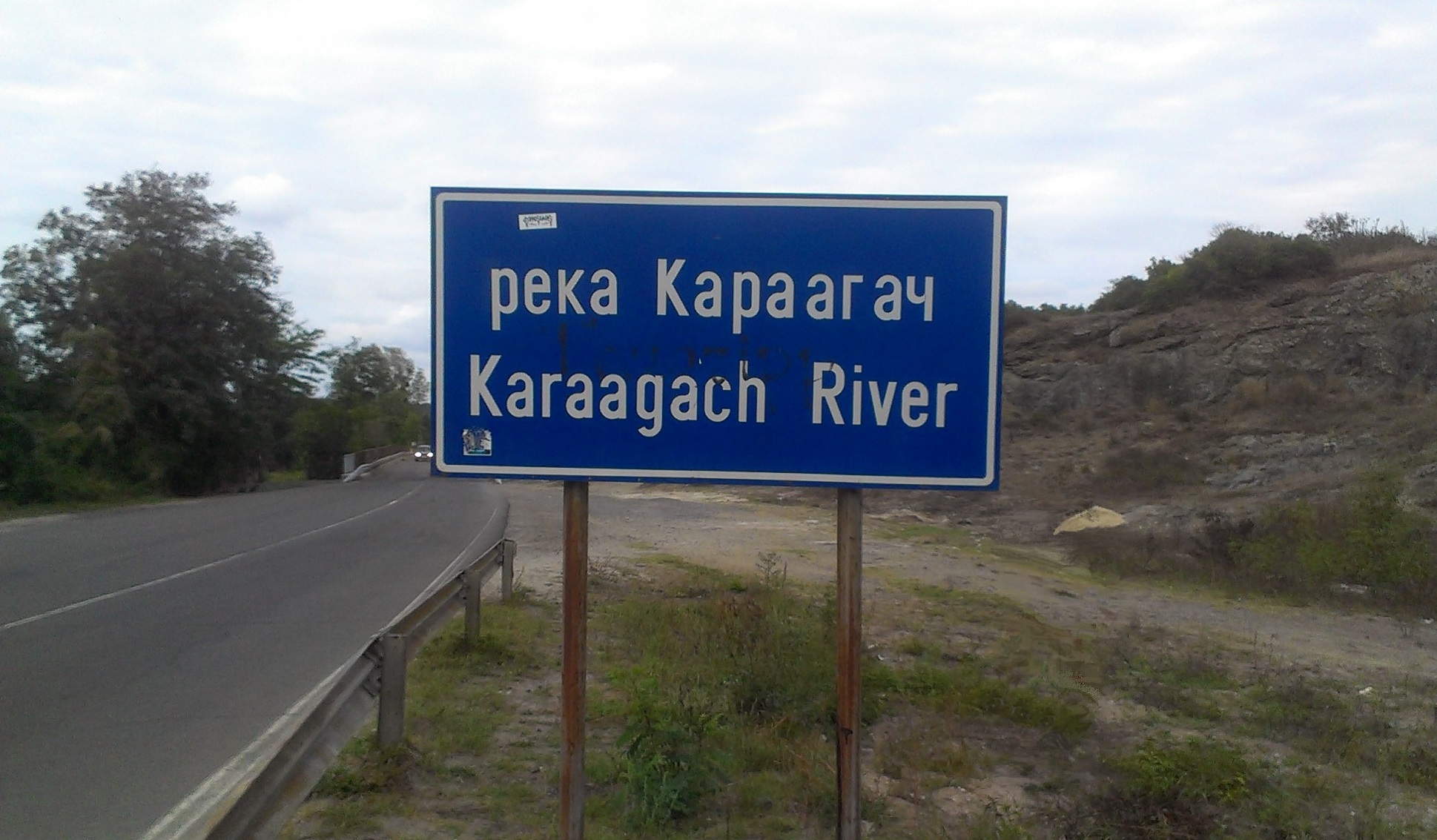
Dopravní značka označující řeku

Název řeky turecky Karaağaç znamená černý strom. Roku 1980 byla přejmenována na Kitenska reka (bulharsky Китенска река) a tak se dodnes (2015) uvádí na většině map. Podle dokumentů ředitelství příslušného povodí a dalších známek (viz obrázek) nese v současnosti oficiálně svůj původní název.